# IGEM
International Genetically Engineered Machine, iGEM, är den främsta internationella tävlingen inom syntetisk biologi och har funnits sedan 2003 då den startades som en kurs på det världskända universitetet Massachusetts Institute of Technology, MIT, i Boston. Tävlingens huvudsyfte är att förmedla kunskap om och väcka intresse för syntetisk biologi till en bredare allmänhet.
Ett populärt sätt att tänka på är att se på gener som legobitar vilka kan sättas samman och föras in i celler. Genom att ingenjörsmässigt arrangera uppsättningar av flera gener tillsammans med mekanismer för att reglera deras uttryck kan celler som uppvisar nya och ovanliga egenskaper erhållas. Därmed kan organismer med förutsägbara egenskaper designas vilka skulle kunna användas för en mängd olika praktiska tillämpningar, såsom produktion av svårtillverkade och värdefulla kemiska föreningar eller för biosensorfunkioner.

## Tävlingen
Tävlingen anordnas varje år där studentlag från hela världen arbetar under en sommar med att lokalisera och lösa verklighetsbaserade problem med hjälp av syntetisk biologi. I början av sommaren tilldelas lagen varsitt kit med biologiska delar som de kan använda tillsammans med nya egendesignade delar för att konstruera biologiska system och integrera dem i levande celler. Studenterna har till sin hjälp även tillgång till en databas med standardiserade DNA-delar, kallade BioBricks, vilka kan användas vid byggandet av dessa biologiska system.
Under tävlingen bedöms lagens bidrag mot varandra genom att de delas in i olika kategorier baserat på bidragens tillämpningsområde bland annat grundforskning, miljö, hälsa och energi. Lagen bedöms dessutom mot en standard vilken innefattar ett antal krav vilka kan uppfyllas under sommarens gång. Kraven är till exempel att designa en hemsida, göra en riskanalys eller konstruera en ny BioBrick. Lagen bygger på så sätt tillsammans upp ett bibliotek där de bästa biologiska kompononterna från varje tävling adderas. Beroende på vilka och hur många av dessa krav lagen uppfyller belönas de med en medalj i någon av valörerna brons, silver eller guld.

## Svenska lag
Sedan 2009 har det varje år funnits minst ett svenskt lag med i tävlingen. Lagen har kommit från universitet i antingen Uppsala, Stockholm, Linköping eller Göteborg. Fram till och med 2013 var det först regionala tävlingar för varje världsdel och därefter fick de bästa från varje världsdel komma till Boston. Sedan 2014 tävlar alla lag i Boston.
| År   | Lag       | Medalj | Pris                                                   | Nomineringar | Championship             |
| ---- | --------- | ------ | ------------------------------------------------------ | --- | ------------------------ |
| 2019 | Linköping | Guld   | Bästa terapeutikaprojekt Bästa presentation Bästa wiki | Bästa basic part Bästa composite part Bästa part collection Bästa integrated human practices Bästa modell                     |                          |
|      | Stockholm | Silver |                                                        | Bästa poster |                          |
| 2018 | Stockholm | Guld   | Bästa miljöprojekt, Bästa "integrated human practices" | Bästa entreprenörskapsprojekt, Bästa presentation, Bästa "education and public engagement", Bästa produktdesign, Bästa modell |                          |
| 2017 | Stockholm | Guld   |                                                        | Bästa entreprenörskapsprojekt                                                                                                 |                          |
| 2017 | Uppsala   | Guld   | Bästa produktionsprojekt                               | | Inga regionala           |
| 2015 | Uppsala   | Guld   |                                                        | Bästa miljöprojekt | Inga regionala           |
|      | Stockholm | Guld   |                                                        | Bästa hälso- och medicinprojekt                                                                                               | Inga regionala           |
|      | Linköping | Brons  |                                                        | | Inga regionala           |
|      | Göteborg  | Silver |                                                        | | Inga regionala           |
| 2014 | Uppsala   | Guld   |                                                        | | Inga regionala           |
|      | Linköping | Brons  |                                                        | | Inga regionala           |
|      | Göteborg  |        | Bästa grundforskningsprojekt                           | | Inga regionala           |
| 2013 | Uppsala   | Guld   | Bästa nya BioBrick                                     | | Vidare till Championship |
|      | Linköping | Brons  |                                                        | |                          |
| 2012 | Uppsala   | Guld   |                                                        | |                          |
|      | Göteborg  | Brons  |                                                        | |                          |
| 2011 | Uppsala   | Guld   |                                                        | | Vidare till Championship |
| 2010 | Uppsala   | Brons  |                                                        | |                          |
|      | Stockholm | Brons  |                                                        | |                          |
| 2009 | Uppsala   | Brons  |                                                        | |                          |
|      | Göteborg  | Brons  |                                                        | |                          |